# Barbara Michalina Pogonowska
Barbara Michalina Pogonowska (ur. 1953) – polska ekonomistka, metodolog nauk ekonomicznych i filozof nauki. Od 1977 roku zawodowo związana ze środowiskiem naukowym Uniwersytetu Ekonomicznego w Poznaniu, gdzie uzyskała stopień doktora habilitowanego, a następnie tytuł profesora nadzwyczajnego nauk ekonomicznych. Autorka prawie 100 publikacji z zakresu metodologii nauk ekonomicznych i filozofii nauki. Członkini ekonomicznych i filozoficznych towarzystw naukowych. Wielokrotna laureatka nagród JM Rektora UEP. Została odznaczona Medalem Komisji Edukacji Narodowej oraz Srebrnym Krzyżem Zasługi.

## Życiorys
Tytuł magistra socjologii uzyskała w 1977 roku na Uniwersytecie im. Adama Mickiewicza w Poznaniu (Wydział Nauk Społecznych). W roku 1986 obroniła pracę doktorską i otrzymała stopień naukowy doktora nauk humanistycznych w zakresie filozofii (filozofia nauki). W roku 1998 uzyskała stopień naukowy doktora habilitowanego nauk ekonomicznych w dyscyplinie ekonomia (metodologia nauk ekonomicznych) na Akademii Ekonomicznej w Poznaniu (Wydział Ekonomii).
Zawodowo związana jest z Uniwersytetem Ekonomicznym w Poznaniu, gdzie od 2000 roku pracuje na stanowisku profesora nadzwyczajnego – obecnie w Instytucie Ekonomiczno-Społecznym, w Katedrze Socjologii i Etyki Gospodarczej. W latach 1999–2002 pełniła funkcję Prodziekana Wydziału Ekonomii ds. Programowych i Stypendialnych, a od 1999 roku jest Koordynatorem ds. ECTS. Brała udział w pracach lub przewodniczyła licznym Komisjom i Zespołom funkcjonującym w UEP, w tym komisjom przewodu doktorskiego i habilitacyjnego.
W latach 2014–2020 była członkinią Komisji Etycznej Uniwersytetu im. A. Mickiewicza w Poznaniu. Należy do kilku towarzystw naukowych (Polskie Towarzystwo Filozoficzne, Polskie Stowarzyszenie Etyki Biznesu EBEN Polska, Polskie Towarzystwo Ekonomiczne). Od 2008 roku pełni rolę eksperta Państwowej/Polskiej Komisji Akredytacyjnej, której członkiem była w okresie 2005-2007. W latach 2015–2020 była członkinią Rady Naukowej czasopisma Sensus Historiae.

## Dorobek naukowy
Działalność badawczą prowadzi od 1978 roku. Jest autorką prawie 100 publikacji naukowych, w tym 2 monografii indywidualnych, 3 prac zbiorowych pod redakcją, 36 artykułów w czasopismach naukowych i 7 artykułów recenzyjnych. Osiem prac opublikowała w języku angielskim. Jej zainteresowania badawcze obejmują metodologię nauk ekonomicznych, etykę gospodarczą oraz filozofię nauki.
W swoich najnowszych pracach koncentruje się głównie na zagadnieniach z zakresu etyki biznesu i problematyce metodologii nauk ekonomicznych. Ustalenia w ramach drugiego ze wskazanych obszarów zostały opisane w monografii pt. Kategoria racjonalności w teoriach przedmiotowych makroekonomii, która stanowiła podstawę przyznania stopnia naukowego doktora habilitowanego i została nagrodzona przez JM Rektora UEP w roku 1998.
Aktywnie prezentuje wyniki badań na ogólnopolskich konferencjach naukowych, organizowanych przez ważne instytucje naukowe, m.in. Instytut Socjologii Uniwersytetu Warszawskiego, Instytut Kulturoznawstwa UAM Poznań, Uniwersytet Wrocławski, Uniwersytet Szczeciński, Uniwersytet Ekonomiczny w Krakowie, Uniwersytet Ekonomiczny w Poznaniu, Centrum Etyki Biznesu IFiS PAN. Regularnie uczestniczy w obradach Polskiego Zjazdu Filozoficznego. W roku 2017 brała udział w panelu Uniwersytet a polityka w ramach Debat Akademickich UEP i UAM.
Jej wiedza i doświadczenie są doceniane przez środowisko naukowe – pełniła rolę przewodniczącej lub członka w 8 radach programowych konferencji naukowych. Zrecenzowała dotychczas 5 rozpraw doktorskich i przygotowała 39 recenzji innych prac naukowych.

## Wybrane publikacje naukowe[4][9]

### 2016-2020
Pogonowska B. 2020, Finanse i społeczeństwo, W: Społeczna odpowiedzialność biznesu jako instrument budowania reputacji i zaufania do instytucji finansowych / Waliszewski Krzysztof (red.), CeDeWu, ISBN 978-83-8102-274-3, s. 37–47.
Pogonowska B., 2020, The Cultural Context of Critical Emancipatory Concepts of Economics and Management, W: Wyzwania dla organizacji i gospodarek w XXI wieku / Zwiech Patrycja, Migdał Anna Maria (red.), Studia i Monografie – Społeczna Akademia Nauk w Łodzi, vol. 112, Społeczna Akademia Nauk, ISBN 978-83-64971-89-1, s. 39–47.
Pogonowska B., 2019, Interpretations of Anti-global Social Movements from the Perspective of Ethics Economy Reflection, Vestnik Tûmenskogo gosudarstvennogo universiteta. Socialʹno-èkonomičeskie i pravovye issledovaniâ, Tyumen State University Herald, Russia, vol. 5, nr 3, s. 8–22, DOI:10.21684/2411-7897-2019-5-3-8-22.
Pogonowska B., 2019, Odpowiedzialność za kształt uprawianej refleksji etycznej, W: 25 lat etyki biznesu w Polsce. Raport 2019 / Rok Bolesław, Sroka Robert (red.), Akademia Leona Koźmińskiego w Warszawie, s. 36–37.
Pogonowska B., 2018, CSR finansów w kulturze ekonomii postwzrostu, W: Społeczna odpowiedzialność instytucji finansowych: od teorii do praktyki / Waliszewski Krzysztof (red.), CeDeWu, ISBN 978-83-8102-143-2, s. 49–57.
Pogonowska B., 2018, Ekonomia postwzrostu wobec koncepcji CSR, Marketing i Rynek, Polskie Wydawnictwo Ekonomiczne, nr 11 [CD], s. 379–388.
Pogonowska B., 2018, Rola szkół biznesu w kontekście deklaracji PRME, Ruch Prawniczy, Ekonomiczny i Socjologiczny, Wydział Prawa i Administracji UAM w Poznaniu, nr 1, s. 325–337, DOI:10.14746/rpeis.2018.80.1.25.
Pogonowska B., 2018, Korporacje jako podmiot etyczny a koncepcja degrowth economy, Człowiek i Społeczeństwo, vol. 46, s. 175–185.
Pogonowska B., 2017, Paul H. Dembinski Ethics and responsibility in the financial world, Studio Emka, Warsaw 2017, pp. 143, ISBN 978-83-65068-18-7 (artykuł recenzyjny), Bezpieczny Bank, nr 4, s. 183–185, DOI:10.26354/bb.8.4.69.2017.
Pogonowska B., 2017, Wartości-sensy kulturowe ekonomii globalnej, Filo-Sofija, vol. 17, nr 36, s. 447–458.
Pogonowska B., 2017, Korporacje – podmioty współtworzące etykę globalną, Sensus Historiae. Studia interdyscyplinarne, vol. 29, nr 4, s. 203–212.
Pogonowska B., 2017, CSR instytucji finansowych w ujęciu globalnym, W: Społeczna odpowiedzialność instytucji finansowych. Perspektywa banków, pośredników i doradców finansowych / Waliszewski Krzysztof (red.), Platinium, CeDeWu, ISBN 978-83-7556-948-3, s. 17–26.
Pogonowska B., 2016, Alternatywne wzory kultury gospodarczej, W: Kulturowe uwarunkowania działalności gospodarczej / Kamiński Ryszard, Sójka Jacek (red.), Polskie Towarzystwo Ekonomiczne Oddział w Poznaniu, ISBN 978-83-940850-9-4, s. 149–172.
Pogonowska B., 2016, Status wartości-sensów w praktyce badawczej ekonomii, W: Etyka w zarządzaniu i administracji / Kaczocha Włodzimierz, Orliński Ryszard (red.), Wydawnictwo CEdu sp. z o.o., ISBN 978-83-63560-83-6, s. 11–25.
Pogonowska B., 2016, Kulturowe ujęcie zagadnienia obiektywizmu badań ekonomicznych, Optimum. Studia Ekonomiczne, nr 2(80), s. 69–79, DOI:10.15290/ose.2016.02.80.06.

### 2011-2015
Pogonowska B., 2015, Łukasz Hardt, Studia z realistycznej filozofii ekonomii (artykuł recenzyjny), Ekonomista, Komitet Nauk Ekonomicznych PAN, Polskie Towarzystwo Ekonomiczne, Wydawnictwo Key Text, nr 2, s. 277–280.
Pogonowska B., 2015, Dlaczego kiedyś wierzyliśmy w wolny rynek?, Prakseologia, nr 157/2, s. 53–68.
Pogonowska B., 2014, Współczesna treść pojęcia wzoru kultury gospodarczej, Człowiek i Społeczeństwo, vol. 38, s. 99–108.
Pogonowska B., 2014, Etyka gospodarcza wobec ekonomii społecznej, W: Polityka społeczna i jej wpływ na rozwój gospodarczy województwa wielkopolskiego: zarys problematyki / Bugajski Tomasz (red.), Wydawnictwo Adam Marszałek, ISBN 978-83-7780-973-0, s. 157–166.
Pogonowska B., 2013, Status globalnej etyki gospodarowania w dyskursie nauk ekonomicznych, Zeszyt Naukowy Uniwersytetu Szczecińskiego. Współczesne Problemy Ekonomiczne. Globalizacja. Liberalizacja. Etyka, nr 7 (787), s. 189–197.
Pogonowska B., 2013, Globalna etyka gospodarcza a doświadczanie kryzysu, W: Ekonomiczne i etyczne aspekty kryzysu gospodarczego / Kamiński Ryszard, Sójka Jacek (red.), Polskie Towarzystwo Ekonomiczne, ISBN 978-83-916740-7-9, s. 109–119.
Pogonowska, B., 2012, A Global Ethical Reflection in the Age of Economic Crisis, Studia Oeconomica Posnaniensia – poprzedni tytuł: ZESZYTY NAUKOWE Uniwersytetu Ekonomicznego (AE) w Poznaniu, 218, s. 27–38.

### 2000-2010
Pogonowska, B., 2010, Kryteria naukowości i poprawności metodologicznej w ekonomii, W: A. Grzelak, K. Pająk (red.), Nowe trendy w metodologii nauk ekonomicznych i możliwości ich wykorzystania w procesie kształcenia akademickiego. T. 1: Problemy ogólne metodologii nauk ekonomicznych, Wydawnictwo Uniwersytetu Ekonomicznego w Poznaniu, Poznań, s. 254–270.
Pogonowska, B., 2010, Źródła nieetyczności racjonalności ekonomicznej w kulturze społeczeństwa ponowoczesnego, W: J. Filek (red.), Moralny wymiar kryzysu ekonomicznego, Fundacja Biblioteki Uniwersytetu Ekonomicznego w Krakowie, Kraków, s. 49–62.
Pogonowska, B., 2009, Filozoficzno-epistemologiczne uprawomocnienie instytucjonalizacji globalnej etyki gospodarowania, Prakseologia, 149, s. 39–62.
Pogonowska, B., 2009, Instytucjonalizacja etyki zawodowej, Studia Oeconomica Posnaniensia – poprzedni tytuł: ZESZYTY NAUKOWE Uniwersytetu Ekonomicznego (AE) w Poznaniu, 120, s. 149–161.
Pogonowska, B., 2005, Kapitał społeczny – poszukiwanie więzi społecznych późnej nowoczesności, Studia Oeconomica Posnaniensia – poprzedni tytuł: ZESZYTY NAUKOWE Uniwersytetu Ekonomicznego (AE) w Poznaniu, 58, s. 120–126.
Pogonowska, B., 2005, Kompetencje kulturowe studentów ekonomii, Prakseologia, 145, s. 151–158.
Pogonowska, B., 2004, Kapitał społeczny-próba rekonstrukcji kategorii pojęciowej, Studia Oeconomica Posnaniensia – poprzedni tytuł: ZESZYTY NAUKOWE Uniwersytetu Ekonomicznego (AE) w Poznaniu, 42, s. 9–32.
Pogonowska, B., 2004, Koncepcja społecznych uwarunkowań wiedzy ekonomicznej Oskara Langego w kulturoznawczej perspektywie, Prace Naukowe Akademii Ekonomicznej w Katowicach, s. 349–358.
Pogonowska, B., 2002, Kategoria globalnej racjonalności gospodarowania, Studia Oeconomica Posnaniensia – poprzedni tytuł: ZESZYTY NAUKOWE Uniwersytetu Ekonomicznego (AE) w Poznaniu, 19, s. 30–37.
Pogonowska, B., 2000, Makroekonomia w społeczeństwie ponowoczesnym, Studia Oeconomica Posnaniensia – poprzedni tytuł: ZESZYTY NAUKOWE Uniwersytetu Ekonomicznego (AE) w Poznaniu, 5, s. 28–38
Pogonowska, B. (red.), 2000, Teorie i aplikacje etyki gospodarczej, praca zbiorowa pod red. B. Pogonowskiej, Akademia Ekonomiczna w Poznaniu, s. 367.
Pogonowska, B. (red.), 2000, Elementy etyki gospodarki rynkowej, praca zbiorowa pod red. B. Pogonowskiej, Polskie Wydawnictwo Ekonomiczne, Warszawa, s. 260.

### Przed 2000
Pogonowska, B., 1999, Paranauka: sposoby konstruowania i źródła jej społecznej akceptacji, W: O nauce, pseudonauce, paranauce / red. nauk. E. Hałoń, G. Labuda, Warszawa: PAN, s. 29–47.
Pogonowska, B., 1997, Paranauka: sposoby jej konstruowania, Nauka, nr 1, s. 195–201.
Pogonowska, B., 1996, Kategoria racjonalności w teoriach przedmiotowych makroekonomii, Akademia Ekonomiczna w Poznaniu, Poznań, s. 152.
Pogonowska, B., 1996, Why the Free Market Economy is Believed to be Rational. Im Zeichen der Liberalen Erneurung, W: Österreichische Gesellschaft für Mitteleuropaische Studien / Verlag P. Gerlich, K. Glass, B. Serloth. – Wien, Poznań: Humaniora, s. 149–154.
Pogonowska, B., 1996, Kategoria racjonalności makroekonomicznej, Edukacja Filozoficzna, vol. 22, s. 189–198.
Pogonowska, B., 1996, Ajdukiewicz’s concept of rationality of scientific statements from a cultural perspective, Axiomathes, vol. 7 nr 3, s. 367–383.
Pogonowska, B., 1995, Paranauka. Studium z filozofii nauki, Ośrodek Wydawnictw Naukowych, Polska Akademia Nauk, Poznań, s. 116.
Pogonowska, B., 1991, Systemy paranaukowe w biologii, Studia Metodologiczne, t. 25, s. 4–5.
Pogonowska, B., 1988, Próba historycznego ujęcia działalności pozanaukowej, Studia Filozoficzne, nr 8, s. 25–37.
Pogonowska, B., 1986, Obraz „nienauki” w perspektywie tradycji epistemologicznej, W: Nurty filozofii współczesnej: prace Instytutu Polityki Społecznej, Poznań: Wyd. AE, s. 33–53.
Pogonowska, B., 1983, Paranaukowe koncepcje rozwoju wszechświata, Człowiek i Światopogląd, nr 4, s. 90–97.
Pogonowska, B., 1982, Próba klasyfikacji biologicznych koncepcji paranaukowych, Poznańskie Studia z Filozofii Nauki, z. 7, s. 207–213.

## Aktywność dydaktyczna
Prowadziła zajęcia dydaktyczne na studiach I, II i III stopnia z następujących przedmiotów:
- w języku polskim: Filozofia, Socjologia, Kulturoznawstwo, Etyka gospodarcza, Socjologia komunikowania masowego, Poprawne obyczaje zawodowe, Etyka doradztwa finansowego, Etyka w biznesie, Etyka w administracji publicznej, Etyka zawodowa (PS), Logika i metodologia, Logika, Metodologia nauk ekonomicznych, Metody badań jakościowych, Metody technik i badań społecznych, Kryteria naukowości w ekonomii, Etyka badań naukowych.
- w języku angielskim: Ethics, Ethics in Social Studies, Ethics of Business Activity, Business Ethics, Modern Philosophy, Sociology.

Była promotorem 197 prac dyplomowych i 29 prac podyplomowych. Wybrane prace zostały nagrodzone przez Fundację UEP (3), Radę Naukową Stowarzyszenia Księgowych (1) oraz Związek Przedsiębiorstw Finansowych i Akademię Leona Koźmińskiego – w ramach konkursu Verba Veritatis (1).
Pełniła rolę opiekuna naukowego, a następnie promotora w ramach 4 przewodów doktorskich: dr Hanny Napierały, dra Mikołaja Iwańskiego, dr Arlety Olbrot-Brzezińskiej i dra Michała Litwińskiego.
Podjęła się opieki naukowej nad 4-osobowym zespołem studentów kierunku Ekonomia oraz Finanse i rachunkowość w ramach I edycji ogólnopolskiego konkursu dla studentów/ studentek uczelni/ kierunków ekonomicznych Ethics Challenge, organizowanego przez CFA Polska oraz KNF (kwiecień-maj 2018). Zespół otrzymał III miejsce.

## Nagrody i odznaczenia
Wybrane nagrody i odznaczenia zostały przedstawione w poniższej tabeli.
| Nagroda lub odznaczenie | Przyznający  | Rok przyznania |
| --- | ------------ | -------------- |
| Nagroda Indywidualna III stopnia JM Rektora za pracę doktorską | Rektor UEP   | 1987           |
| Nagroda Indywidualna II stopnia JM Rektora za monografię pt. „Paranauka. Studium z filozofii nauki” | Rektor UEP   | 1996           |
| Nagroda Indywidualna I stopnia JM Rektora za monografię pt. „Kategoria racjonalności w teoriach przedmiotowych makroekonomii” | Rektor UEP   | 1998           |
| Nagroda Zespołowa I stopnia JM Rektora za oryginalne i twórcze osiągnięcia naukowe w roku 1999//2000 – za zeszyt naukowy nr 270 pt. „Studia z etyki i socjologii gospodarczej” | Rektor UEP   | 2000           |
| Nagroda Zespołowa I stopnia JM Rektora za oryginalne i twórcze osiągnięcia naukowe w roku 2000/2001 – za monografię pt. „Elementy etyki gospodarki rynkowej” | Rektor UEP   | 2001           |
| Medal Komisji Edukacji Narodowej | MNiSW        | 2002           |
| Srebrny Krzyż Zasługi | Prezydent RP | 2011           |
| Nagroda Zespołowa I stopnia JM Rektora za oryginalne i twórcze osiągnięcia naukowe w roku 2010/2011 – za monografię „Nowe trendy w metodologii nauk ekonomicznych i możliwości ich wykorzystania w procesach kształcenia akademickiego”. tom I – „Problemy ogólne metodologii nauk ekonomicznych” | Rektor UEP   | 2011           |
| Nagroda Indywidualna JM Rektora III stopnia za osiągnięcia organizacyjne za 2008/2009 – 2011/2012 | Rektor UEP   | 2012           |
| Nagroda Zespołowa I stopnia JM Rektora za oryginalne i twórcze osiągnięcia naukowe w roku 2012/2013 – za zeszyt naukowy nr 218 pt. „Economic crisis in a social perspective” | Rektor UEP   | 2013           |
| Nagroda Zespołowa JM Rektora za oryginalne i twórcze osiągnięcia naukowe w roku 2017 – za monografię „Społeczna odpowiedzialność instytucji finansowych. Perspektywa banków, pośredników i doradców finansowych” red. K. Waliszewski                                                              | Rektor UEP   | 2018           |